# Michele Cecchini
Michele Cecchini (ur. 3 marca 1920 w Lammari, zm. 26 kwietnia 1989) – włoski duchowny rzymskokatolicki, arcybiskup, dyplomata papieski.

## Biografia
2 lipca 1944 otrzymał święcenia prezbiteriatu i został kapłanem archidiecezji Lukki.
26 lutego 1969 papież Paweł VI mianował go pronuncjuszem apostolskim na Madagaskarze oraz arcybiskupem tytularnym akwilejskim. Od 1 marca 1969 akredytowany był również na Mauritiusie. 13 kwietnia 1969 w katedrze św. Marcina w Lukce przyjął sakrę biskupią z rąk sekretarza stanu kard. Amleto Giovanniego Cicognaniego. Współkonsekratorami byli sekretarz Kongregacji Nadzwyczajnych Spraw Kościoła abp Agostino Casaroli oraz biskup pomocniczy Lukki Enrico Bartoletti.
18 czerwca 1976 został pronuncjuszem apostolskim w Jugosławii. 4 grudnia 1984 objął Nuncjaturę Apostolską w Austrii, gdzie pozostał do śmierci.